# 斯特靈鎮區 (北達科他州伯利縣)
斯特靈鎮區（英語：Sterling Township）是位於美國北達科他州伯利縣的一個鎮區。

## 地方資料
斯特靈鎮區的面積為93.06平方千米，皆為陸地。根據2010年美國人口普查的數據，當地共有人口149人，而人口密度為每平方千米1.6人。